# Ormocarpum trichocarpum
Ormocarpum trichocarpum är en ärtväxtart som först beskrevs av Paul Hermann Wilhelm Taubert, och fick sitt nu gällande namn av Adolf Engler. Ormocarpum trichocarpum ingår i släktet Ormocarpum och familjen ärtväxter. Inga underarter finns listade i Catalogue of Life.